# Awicenna
Awicenna (łac. Avicenna; w j. perskim Abu Ali Husain ebn Abdallah Ebn-e Sina lub krótko Ibn Sina ابن سینا, ur. 980, zm. 1037) – perski uczony, głównie lekarz i filozof. Jego łacińskie nazwisko wywodzi się ze zniekształconego Ibn Sina, pod którym znany był w Persji.
Był autorem 450 książek z szerokiego zakresu wiedzy, z których wiele traktowało na tematy filozoficzne i medyczne, z których najbardziej znane to Kanon medycyny. Nazywany był często „ojcem nowoczesnej medycyny”, nazwano go też „najsłynniejszym uczonym islamu i jednym z najsłynniejszych uczonych wszech czasów wśród wszystkich narodów świata”.

## Życiorys
Urodził się najprawdopodobniej w Afshanah koło Buchary (dziś – Uzbekistan) lub Balch (Afganistan) jako syn perskiego urzędnika podatkowego tamtejszego emira Ibn Mansura z dynastii Samanidów. Z tego powodu Awicennie przypisuje się niekiedy narodowość tadżycką, której początki umiejscawia się właśnie w okresie rządów Samanidów. Niektóre źródła bardzo precyzyjnie podają datę jego narodzin (18 czerwca 980) i śmierci (16 sierpnia 1037), jednakże najprawdopodobniej nawet ustalenie roku narodzin jest niepewne.
Mający 10 lat Ibn Sina był już biegły w Koranie i w dziełach klasyków arabskich, po czym przez sześć lat studiował prawo, filozofię, nauki przyrodnicze.
Zwrócił swoją uwagę na medycynę już w wieku 17 lat i uznał ją za „niezbyt trudną”, jak to określił. Jego problemy metafizyczne pomógł mu rozwiązać filozof Al-Farabi. W wieku lat 18 był już uznanym lekarzem i wezwany został do świadczenia usług samanidzkiemu władcy Nuh Ibn Mansurowi (rządzącemu w latach 976–997), który w podzięce za usługi Ibn Siny pozwolił mu korzystać z biblioteki królewskiej, zawierającej wiele rzadkich, a nawet unikatowych książek. Mając do dyspozycji tak bogaty materiał i niezwykle chłonny umysł, Awicenna gotów był do napisania swojej pierwszej książki w wieku lat 21. Prowadził badania geologiczne, a zaproponowany przez niego podział minerałów na metale, sole, kamienie, ziemie i kopaliny, choć dziś nieaktualny, był stosowany do początku XVIII w.
Z uwagi na niedostatek przekładów, świat łaciński pierwotnie część poglądów Awicenny przypisał Al-Ghazaliemu.
Traktat medyczny Awicenny Kanon medycyny wywarł prawdopodobnie większy wpływ na średniowieczne nauczanie medycyny niż dzieła Galena.

### Metafizyka
Świat pojmował teocentrycznie, jednak inaczej niż chrześcijanie. Świat był stworzony z myśli bożej, a nie z woli bożej. Świat także był stworzony z materii, a nie z nicości (ex nihilo). Świat także był wieczny. Myśl taką Awicenna zaczerpnął z Arystotelesa. Porządek świata rozumiał po neoplatońsku. Świat nie powstał od razu i nie został stworzony cały bezpośrednio przez Boga. Bóg jego zdaniem jest jednością, a z jedności może powstać tylko jedność. W takim razie kolejne rzeczy powstać mogły tylko dzięki dalszym aktom tworzenia. Najpierw powstał najwyższy intelekt, następnie inteligencje niższe (sfery niebieskie), potem najniższe (intelekt czynny człowieka) i na końcu formy rzeczy materialnych.
Awicenna wierzył także w ogół. Jednostki miały niesamodzielną rolę. Nawet Bóg nie dosięgał już materialnych jednostek, tylko kończy się na ogółach. Dlatego mógł On rządzić jedynie losami gatunków, a jednostkowymi rzeczami tylko o tyle, o ile ich los wpływał na los ich gatunków lub podlegały ogólnym prawom.
Powstawanie skamieniałości tłumaczył działaniem siły (nazwanej po łac. vis plastica) sprawiającej, iż kamienie przybierają kształt tworów ożywionych. Wśród uczonych pogląd ten był żywy jeszcze w XVIII w.
Swoje odniesienia do arystotelesowskiej filozofii przyrody, Awicenna zawarł w „Księdze uzdrowienia [z niewiedzy]”, przełożonej w XII wieku na łacinę przez Dominika Gundissalviego i Abrahama Ibn Dauda.

### Argument kosmologiczny
Awicenna rozwinął odmianę dowodu kosmologicznego. Według Awicenny niektóre rzeczy istnieją i te, które istnieją, muszą mieć swą przyczynę. Jednak ten ciąg przyczyn jest skończony. Istnieje przyczyna, która jest przyczyną wszystkiego, a sama nie ma przyczyny. Jest to Bóg. Według Awicenny Bóg jest bytem koniecznym.

## Dzieła

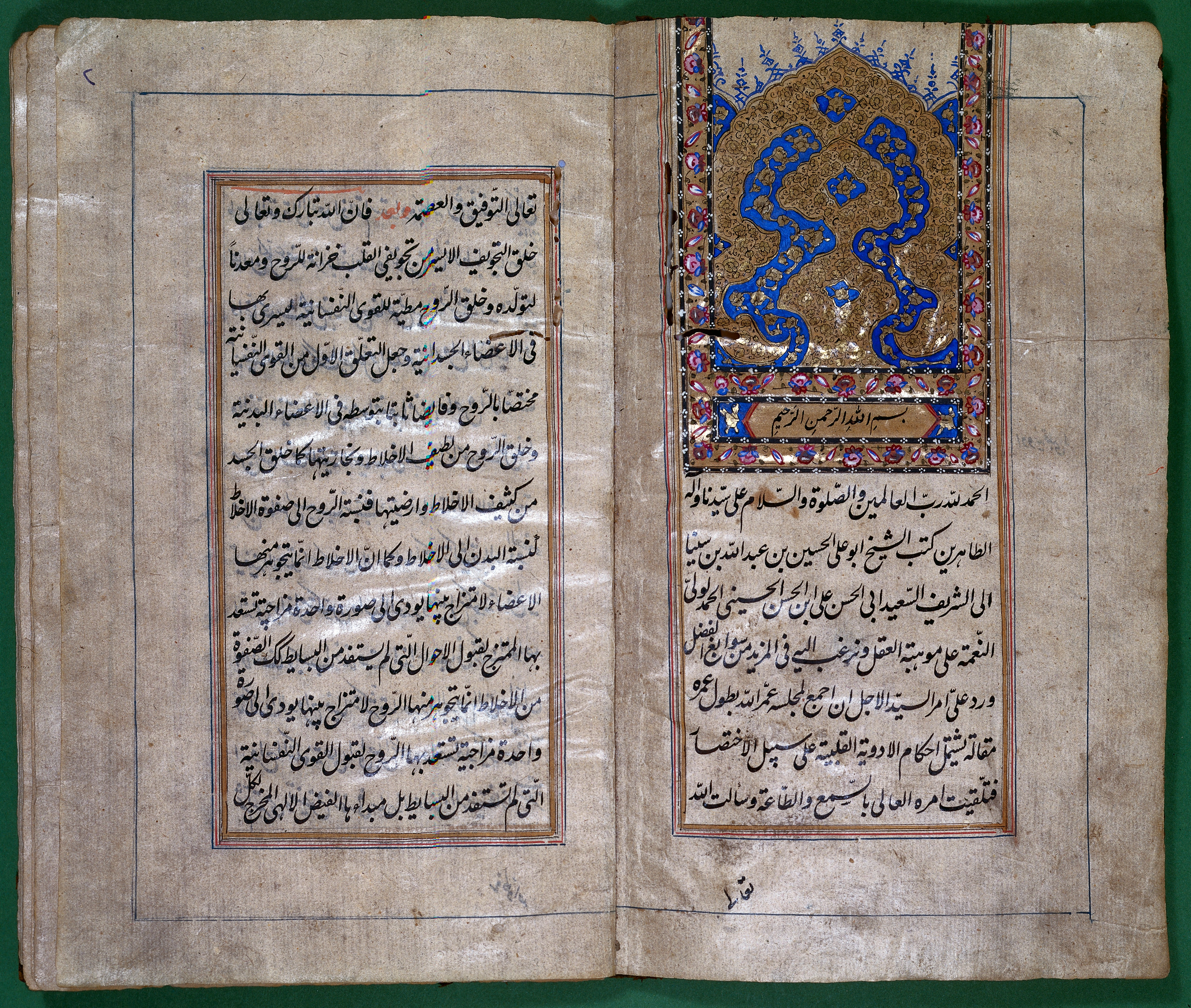
Serce – zasady leczenia.
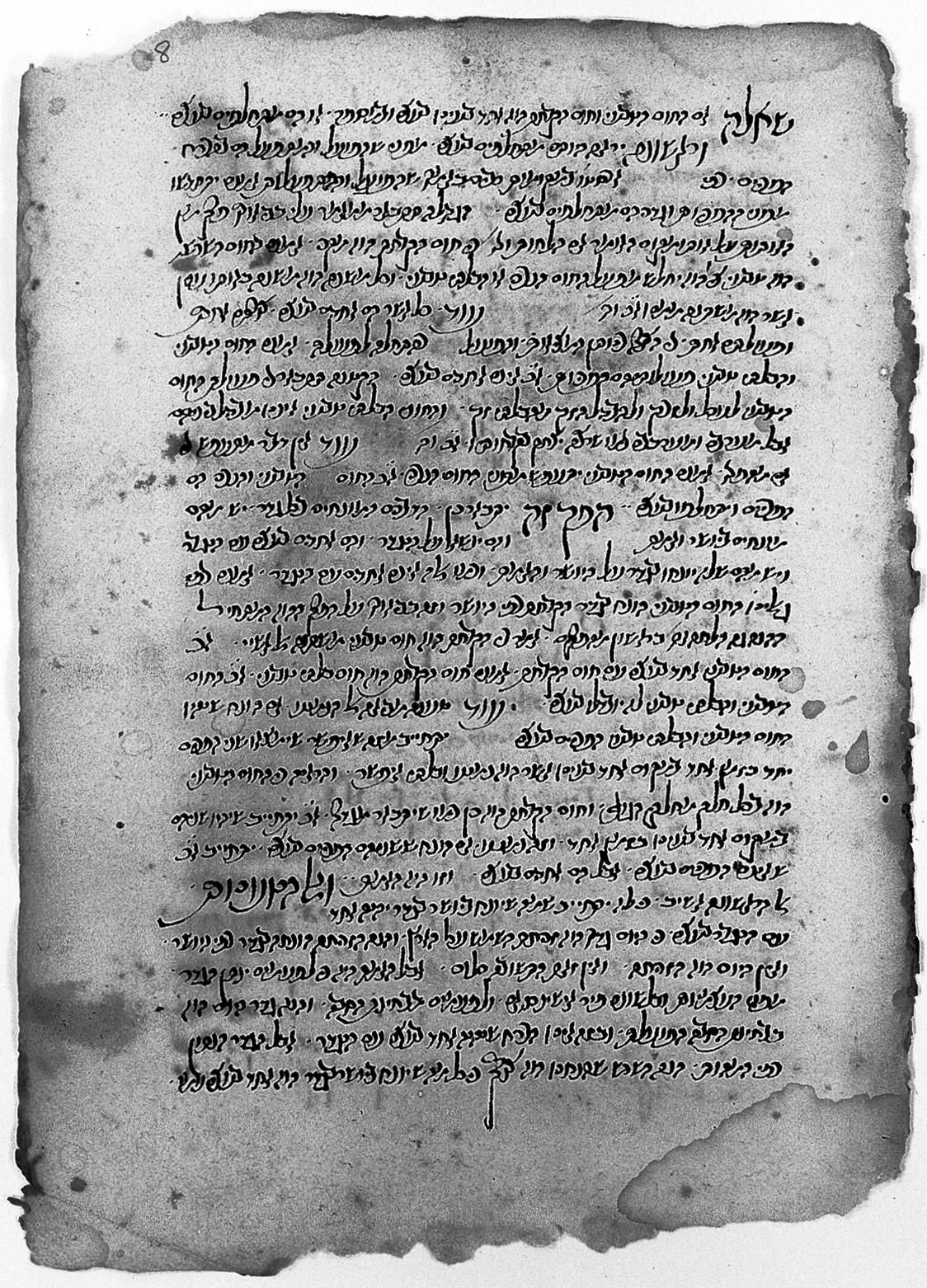
Gorączka – pytania wraz z cytatmi z dzieł Awicenny i Galena
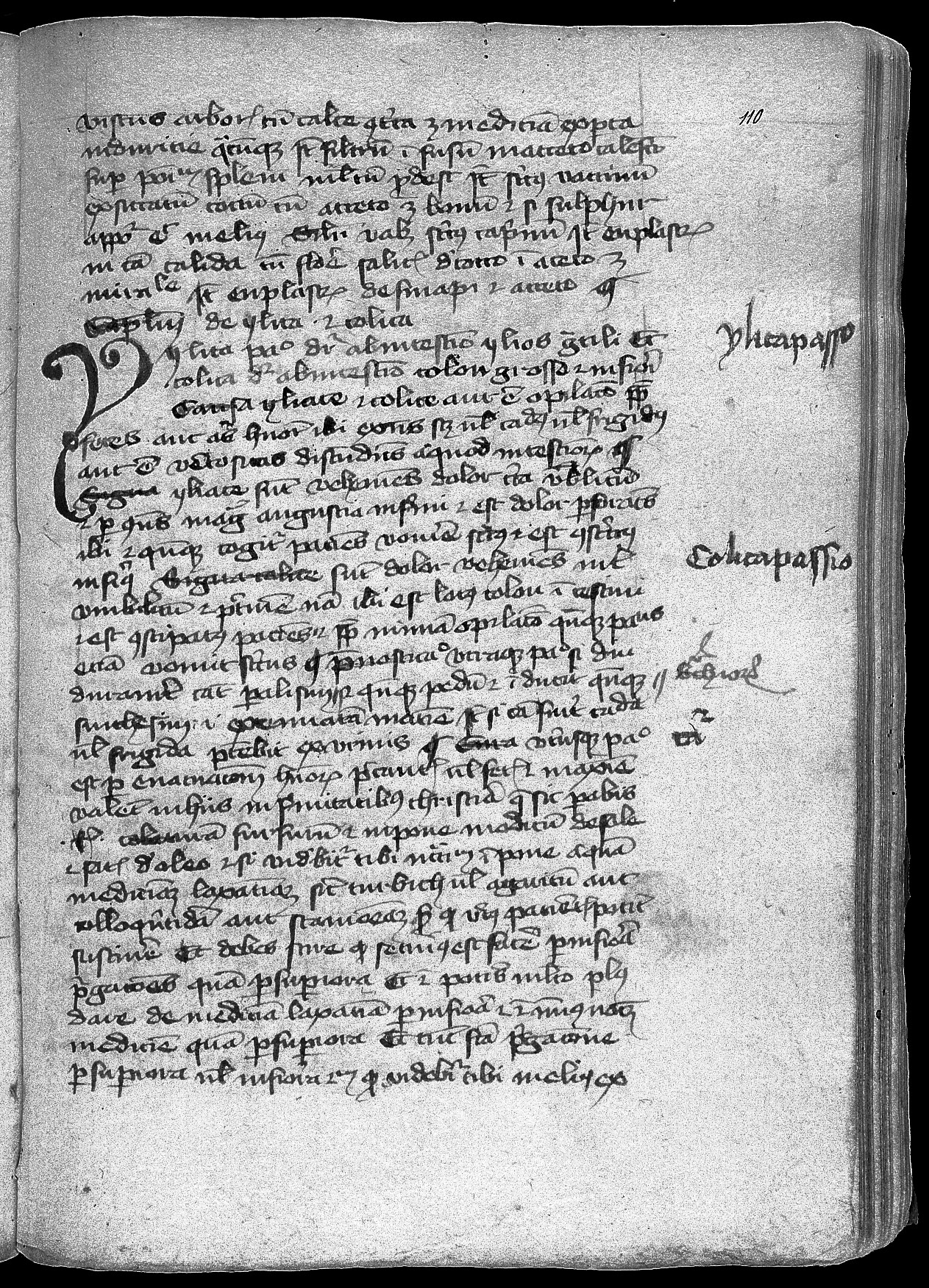
Awicenna, Liber medicinalis
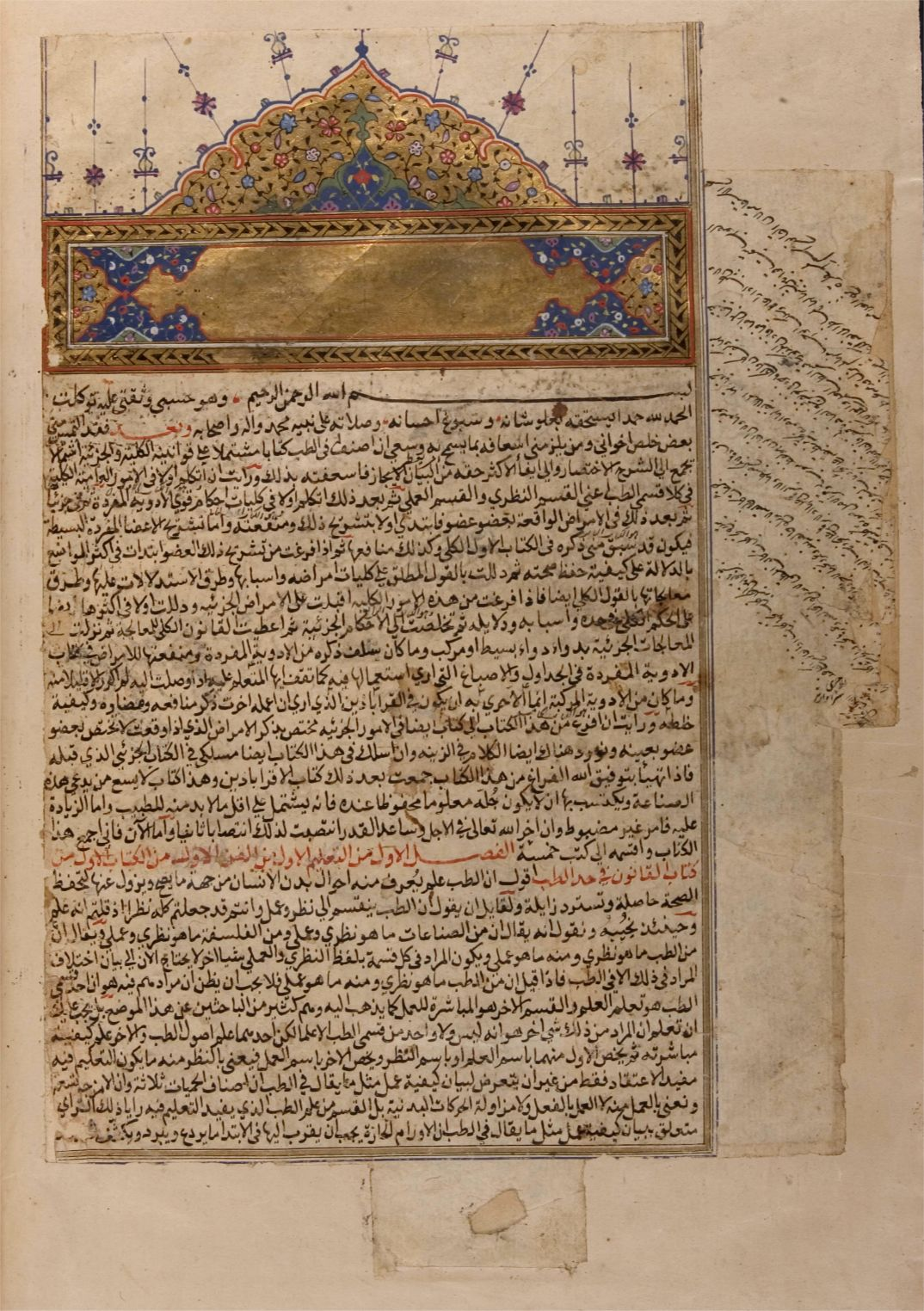
strona z Kanonu medycyny (1597)

Do ważniejszych dzieł Awicenny należą:
- Al-Kanun fi at-tibb – „Kanon medycyny”
- Asz-Szifa – „Księga uzdrowienia”, dzieło filozoficzne dotyczące logiki, fizyki, matematyki i metafizyki
- An-Nadżat – „Księga wybawienia”
- Ujun al-hikma – „Źródło mądrości”
- Daniszname – „Księga wiedzy”
- Al-Iszarat wa-at-tanbihat – „Księga wyjaśnień i uwag”

## Upamiętnienia
1 września 1952 Poczta Polska wydała znaczek o wartości 75 gr (numer katalogowy 636) dla upamiętnienia 1000-lecia urodzin Ibn Siny Awicenny.
We Wrocławiu i w Konopiskach znajduje się ulica jego imienia.